# Ельхвайлер
Ельхвайлер (нім. Elchweiler) — громада в Німеччині, розташована в землі Рейнланд-Пфальц. Входить до складу району Біркенфельд. Складова частина об'єднання громад Біркенфельд.
Площа — 2,15 км2. Населення становить 164 ос. (станом на 31 грудня 2020).